# SK z Bor
SK z Bor (celým názvem: Sportovní klub z Bor) byl český klub ledního hokeje, který sídlil v Plzni v Plzeňském kraji. Zanikl v roce 2015. V letech 2010–2015 působil v Plzeňské krajské soutěži – sk. A, páté české nejvyšší soutěži ledního hokeje.
Své domácí zápasy odehrával na zimním stadionu Košutka s kapacitou 255 diváků.

## Přehled ligové účasti
Stručný přehled
Zdroj: 
- 2010–2015: Plzeňská krajská soutěž – sk. A (5. ligová úroveň v České republice)

Jednotlivé ročníky
Zdroj: 
Legenda: ZČ - základní část, červené podbarvení - sestup, zelené podbarvení - postup, fialové podbarvení - reorganizace, změna skupiny či soutěže
| Česko (2010 – 2015) |                                 |           |           |                                       |          |
| Sezóny              | Soutěž                          | Úroveň    | ZČ        | Play-off, nadstavba, sk. o udržení... | Poznámky |
| 2010/11             | Plzeňská krajská soutěž – sk. A | 5. úroveň | 7. místo  |                                       |          |
| 2011/12             | Plzeňská krajská soutěž – sk. A | 5. úroveň | 1. místo  | Čtvrtfinále                           |          |
| 2012/13             | Plzeňská krajská soutěž – sk. A | 5. úroveň | 1. místo  | Finále                                |          |
| 2013/14             | Plzeňská krajská soutěž – sk. A | 5. úroveň | 8. místo  | Čtvrtfinále                           |          |
| 2014/15             | Plzeňská krajská soutěž – sk. A | 5. úroveň | 11. místo |                                       | Sestup   |